# Pteridium centrali-africanum
Pteridium centrali-africanum là một loài thực vật có mạch trong họ Dennstaedtiaceae. Loài này được (Hieron.) Alston miêu tả khoa học đầu tiên năm 1956.